# 太田健一 (歴史学者)
太田 健一（おおた けんいち、1936年2月15日 - 2016年1月23日）は、日本の歴史学者、山陽学園大学名誉教授。

## 概略
岡山県邑久郡邑久町（現・瀬戸内市）生まれ。1954年に私立関西高等学校卒業、1958年に岡山大学教育学部卒業。大学時代は谷口澄夫に師事する。関西高等学校教諭、児島第一高等学校教諭、岡山市立工業高等学校教諭、岡山県立岡山東商業高等学校教諭を経て、1989年広島県立広島女子大学助教授、1994年山陽学園大学教授、2006年山陽学園大学特任教授を経て2009年退職。山陽学園大学名誉教授。
公益財団法人竜王会館理事、学校法人山陽学園監事、日本塩業研究会代表・会長、閑谷学校研究委員会委員長、方谷研究会代表などを務めた。
1982年岡山市文化奨励賞。1987年岡山県文化奨励賞。1999年山陽新聞学術功労賞。2009年福武哲彦教育賞。

## 著書

### 単著
- 『日本地主制成立過程の研究』福武書店、1981
- 『倉敷・岡山散歩25コース』山川出版社、2002
- 『山田方谷のメッセージ』吉備人選書5、吉備人出版、2006
- 『小西増太郎・トルストイ・野﨑武吉郎－交情の軌跡』吉備人出版、2007
- 『野﨑台湾塩行の研究』吉備人出版、2010

### 共編著
- 『備前児島野崎家の研究－ナイカイ塩業株式会社成立史－』谷口澄夫、多和和彦、渡辺則文、有元正雄、柴田一と共著、（財）竜王会館、1981
- 『岡山県の百年』県民100年史 柴田一と共著、山川出版社、1986
- 『次田大三郎日記』岡崎克樹、坂本昇、難波俊成と共編、山陽新聞社、1991
- 石原登女子著『或る明治女学生日記』岡山・山陽女学校生「石原登女子」の記録　竹内涼子と共編、吉備人出版、2007

### 監修
- 『おかやまの交通・今昔物語』広井てつお劇画、岡山放送、2000
- 『目で見る井原・笠岡の100年』上原兼善と監修、郷土出版社、2000
- 『目で見る倉敷・総社の100年』上原兼善と監修、郷土出版社、2000
- 『目で見る美作の100年』上原兼善と監修、郷土出版社、2000
- 『目で見る新見・高梁の100年』上原兼善と監修、郷土出版社、2000
- 『目で見る岡山・玉野の100年』上原兼善と監修、郷土出版社、2001
- 『目で見る備前の100年』上原兼善と監修、郷土出版社、2001
- 『図説 新見・高梁・真庭の歴史』郷土出版社、2008
- 『図説 井原・笠岡・浅口の歴史』郷土出版社、2009
- 『図説 倉敷・総社の歴史』郷土出版社、2009
- 小西増太郎著『トルストイを語る－いかに生きるか』万葉舎、2010
- 『図説 岡山・備前・玉野の歴史』郷土出版社、2010
- 『岡山市今昔写真集』安倉清博、猪原千恵、上田賢一、河田章、坂本昇、難波俊成、野村泰介、万城あき、横山定と共著、樹林舎、2012
- 小川江南編著『アジア・太平洋戦争下水島軍事機密史料集－航空機工場と航空基地建設の実態－』吉備人出版、2013
- 『津山・美作今昔写真集』有元經治と監修、赤坂健太郎、日下隆春、坂本昇、角南勝弘、高橋武彦、武本あけみ、延原誠と共著、樹林舎、2013
- 『新見・高梁・真庭今昔写真集』樹林舎、2013
- 『倉敷・総社今昔写真集』浅野智英、在間宣久、大谷壽文、黒瀬英樹、小野敏也、小柳智裕、坂本昇、立石智章、多和史彦、土岐隆信、難波俊成、三宅克広、横山定、吉原睦と共著、樹林舎、2014
- 『井原・笠岡・浅口今昔写真集』上田賢一、大島千鶴、片山純一、河田章、坂本昇、重見之雄、高木浩朗、難波俊成、桝平恵美子、横山定、澤泰夫と共著、樹林舎、2014

## 注
1. ↑  『山陽新聞』『毎日新聞』2016年1月24日
2. ↑  『谷口澄夫先生古稀記念録』
3. ↑  『岡山県人名鑑』